# Microbates
A Microbates a madarak osztályának a verébalakúak (Passeriformes) rendjéhez és a szúnyogkapófélék (Polioptilidae) családjához tartozó nem.

## Rendszerezésük
A nemet Philip Lutley Sclater és Osbert Salvin írták le 1873-ban, az alábbi fajok tartoznak ide:
- örvös szúnyogkapó (Microbates collaris)
- barnaarcú szúnyogkapó (Microbates cinereiventris)

## Előfordulásuk
Közép-Amerikában és Dél-Amerika északi részén honosak. Természetes élőhelyeik a szubtrópusi és trópusi síkvidéki esőerdők. Állandó, nem vonuló fajok.

## Megjelenésük
Testhosszuk 9–11 centiméter közötti.

## Életmódjuk
Főleg ízeltlábúakkal táplálkoznak.